# مودز (واقي ذكري)
مودز الواقي الذكري (بالإنجليزية: Moods Condoms)‏ هي شركة هندية متخصصة في إنتاج الواقي الذكري تأسست عام 1968 ومقرها الهند وهي تابعة لشركة إتش إل إل لايف كير ليميتد .